# Volksfront (Chili)

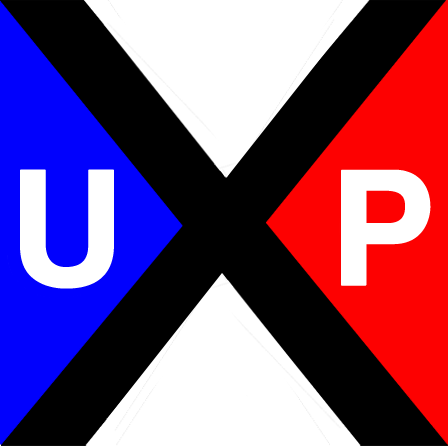
Logo in 1973

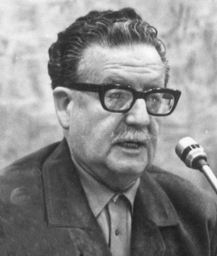
Salvador Allende

Het Volksfront (Spaans: Unidad Popular) was de vereniging van partijen en organisaties die voor de presidentsverkiezingen van 1970 Salvador Allende van de Socialistische Partij van Chili naar voren schoof als presidentskandidaat. In september 1970 werd Allende als president gekozen.

## Oprichting
Het Volksfront werd vóór de verkiezingen van 1970 gevormd en bestond uit een aantal (centrum)linkse partijen:
- Socialistische Partij van Chili (PSCh)
- Communistische Partij van Chili (PCCh)
- Sociaaldemocratische Partij (PSD)
- Radicale Partij (PR)
- Actiebeweging voor Volkseenheid (MAPU)
- Onafhankelijke Volksactie (API)

Verder trad de overkoepelende vakorganisatie Centrale Unie van de Arbeiders (CUT) toe. De belangrijkste partij binnen dit Volksfront was de PSCh.

## Verkiezingen van 1970
Het Volksfront stelde op 22 januari 1970 Salvador Allende, de voorzitter van de PSCh kandidaat voor de presidentsverkiezingen. Salvador Allende won de presidentsverkiezingen van 4 september 1970 met 36,6% van de stemmen (tegenkandidaat Jorge Alessandri behaalde 34,9% van de stemmen). Allende verkreeg niet de vereiste meerderheid. Bijgevolg moest het Nationaal Congres (parlement) de president kiezen. Pas na de garantie die hij gaf aan de Christendemocratische Partij van Chili om geen bedrijven te nationaliseren (in plaats daarvan moest de staat meerderheids aandelen kopen), steunden de christendemocraten Allende's kandidatuur. Op 24 oktober werd Allende door het parlement gekozen en op 3 november beëdigd.

## Wijzigingen in 1971 en 1972
In 1971 traden de drie ministers van de links-liberale/sociaaldemocratische PR en de minister van de Christen-radicale MAPU uit de regering uit onvrede over de marxistische uitspraken van het in 1971 tot het Volksfront toegetreden Beweging van Revolutionair Links (MIR). Een deel van de MAPU trad uit het Volksfront, een deel, onder de naam MAPU Obrero y Campesino, bleef binnen het Volksfront. Hetzelfde gold voor de PR, een deel bleef onder de naam Links-Radicale Partij (PIR) binnen het Volksfront. Ofschoon Allende poogde de toon van de MIR te temperen, steunde de MIR de stakende kopermijnwerkers en de illegale landbezetters, waartegen de regering juist hard optrad.
Omdat de Christendemocratische Partij medio 1971 het Volksfront verder weigerde te steunen, scheidde een groep zich van de Christendemocratische Partij zich af en stichtte de Movimento de Izquierda Cristiana (MIC). De MIC sprak haar steun uit voor het Volksfront, maar trad niet toe.
In 1972 brak er een conflict uit tussen de gematigden en radicalen binnen het Volksfront. Onder aanvoering van de MAPU-OC en de PSCh wensten de radicalen snellere hervormingen. De gematigden, w.o. Allende, een deel van zijn PSC en de communisten, vreesden dat de middengroepen zich van het regime zouden vervreemden. Dankzij krachtdadig optreden van Allende bleef de eenheid binnen het Volksfront behouden en zette Allende zijn gematigde koers voort. De PIR trad - uit onvrede over de nationalisaties van bedrijven - uit het
Volksfront terug. 

## 1973: verbod
Op 11 september 1973 greep een militaire junta de macht en kwam Allende om het leven. Het Volksfront werd verboden, evenals alle andere politieke partijen. De meeste linkse partijen werden pas na 1990, toen de democratie in Chili werd hersteld, heropgericht.